# Machzor

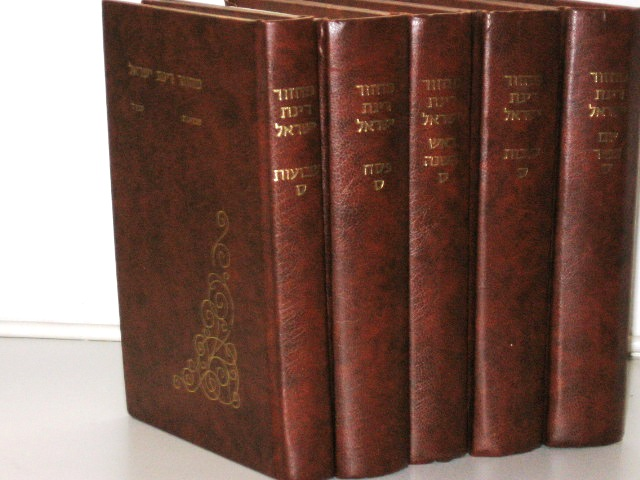
Um Machzorim (plural de Machzor).

O Machzor  (em hebraico מחזור) é um conjunto de livros de liturgia judaica complementar ao Sidur. No Machzor não se incluem as rezas diarias e de shabat, as quais se encontram no Sidur.
O Machzor contém todas as orações para as principais festividades  do ano judaico  (Yamim Noraim, Rosh Hashanah, Yom Kippur, Pessach, Shavuot e Sucot). As versões ashkenazi e sefardita dos Machzorim são basicamente semelhantes. 